# Eiszeitgarten Buckow (Märkische Schweiz)

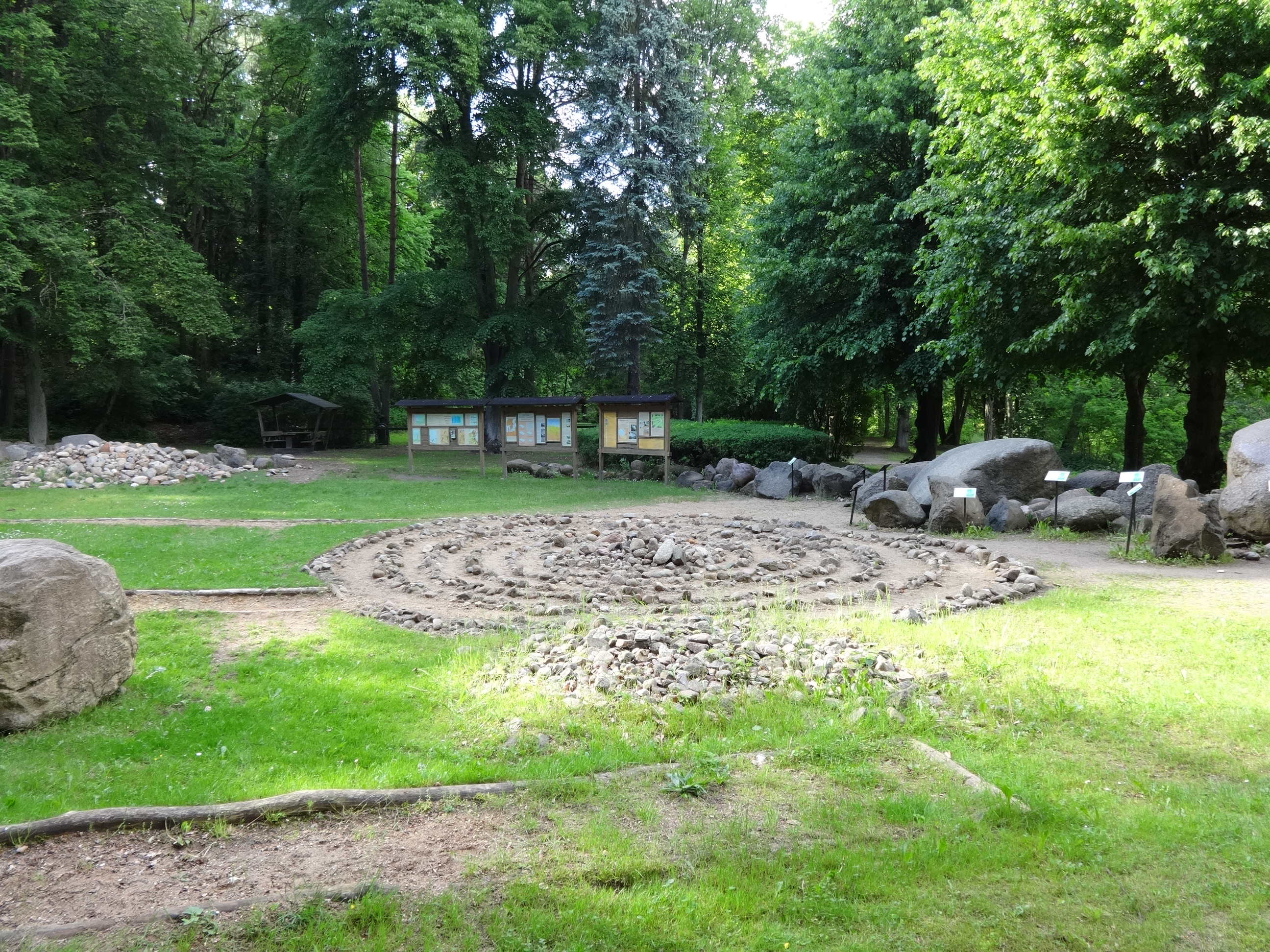
Eiszeitgarten im Lunapark

Der Eiszeitgarten ist eine gärtnerische Darstellung einer eiszeitlich geprägten Landschaft in Buckow im Landkreis Märkisch-Oderland in Brandenburg. Er befindet sich an der Buckowseepromenade im Lunapark.

## Hintergrund und Entstehung

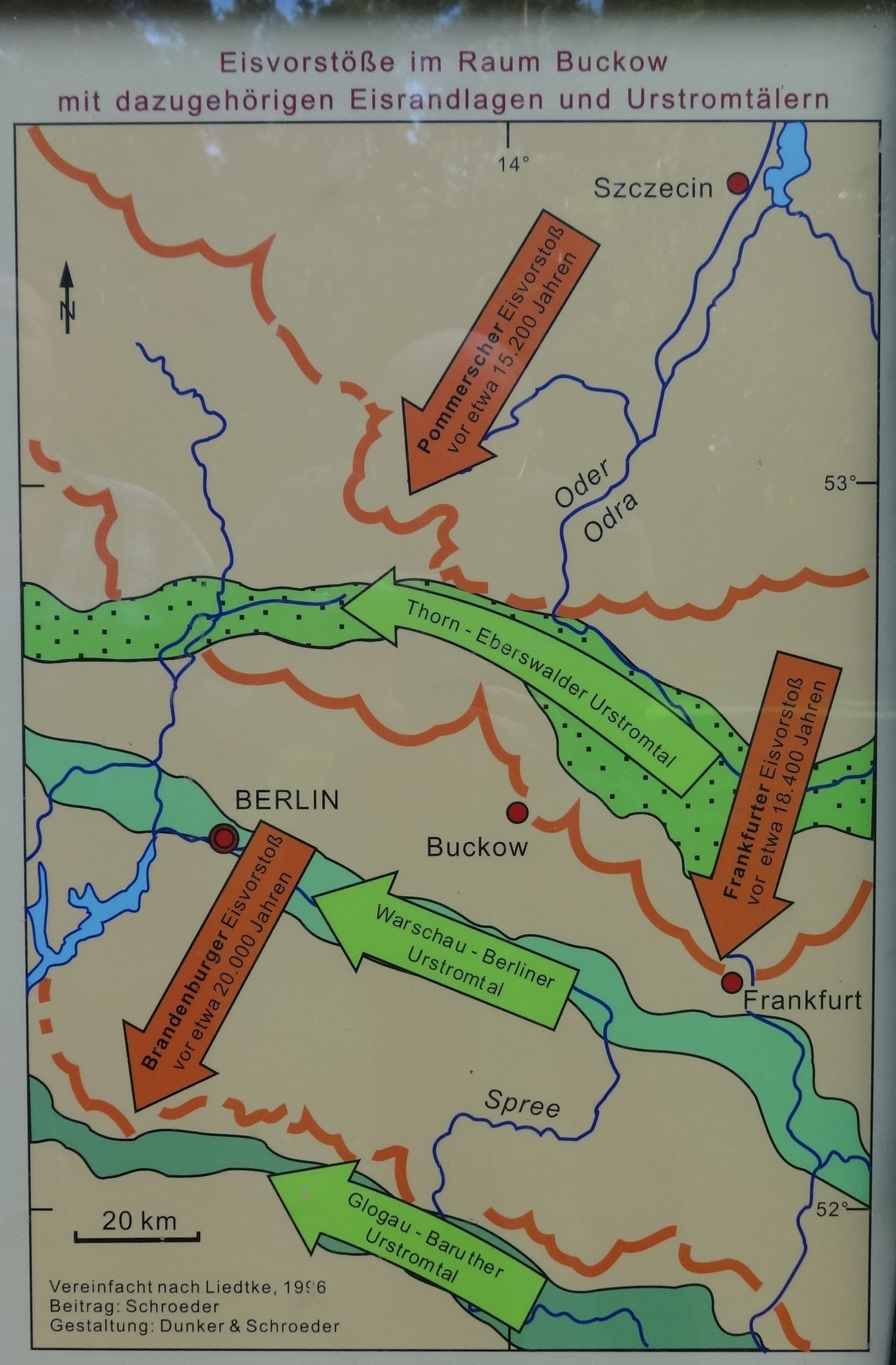
Eisvorstöße im Raum Buckow

Die Region um Buckow liegt in einer beckenartigen Erweiterung des Stobbertals. Sie ist damit Teil einer glazialen Schmelzwasserrinne, die sich in den letzten beiden Phasen der Weichsel-Eiszeit zwischen dem von Toteis gefüllten Oderbruch und dem Berliner Urstromtal herausgebildet hat. In diesen Phasen schoben sich zum Teil mehrere einhundert Meter starke Eismassen über die Region. Sie prägten wie auch das nachfolgende Schmelzwasser die hügelige Landschaft mit ihren Seen, Tälern, Schluchten und Hochflächen.
Der Eiszeitgarten soll dem Besucher anschaulich verdeutlichen, wie die gestaltende Kraft des Eises gewirkt hat. Er wurde in den Jahren 2006 und 2007 vom Ihlower Landschaftsarchitekten Uwe Steinkamp angelegt und vom damaligen Umweltminister Dietmar Woidke eröffnet. 2008 stellte man drei großformatige Informationstafeln auf, die vom Geologen Johannes Schröder von der TU Berlin gestaltet wurden.

## Aufbau

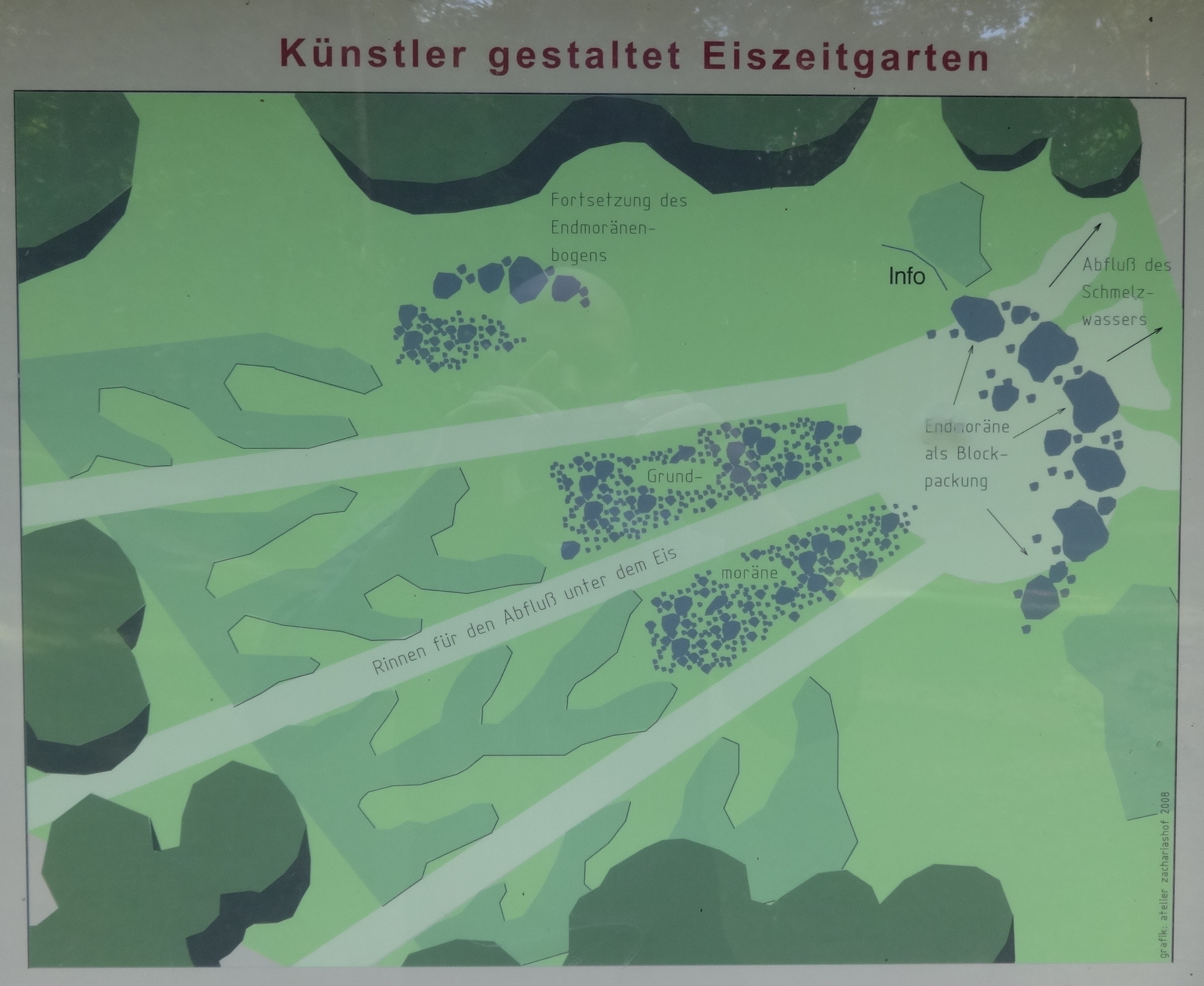
Aufbau des Gartens

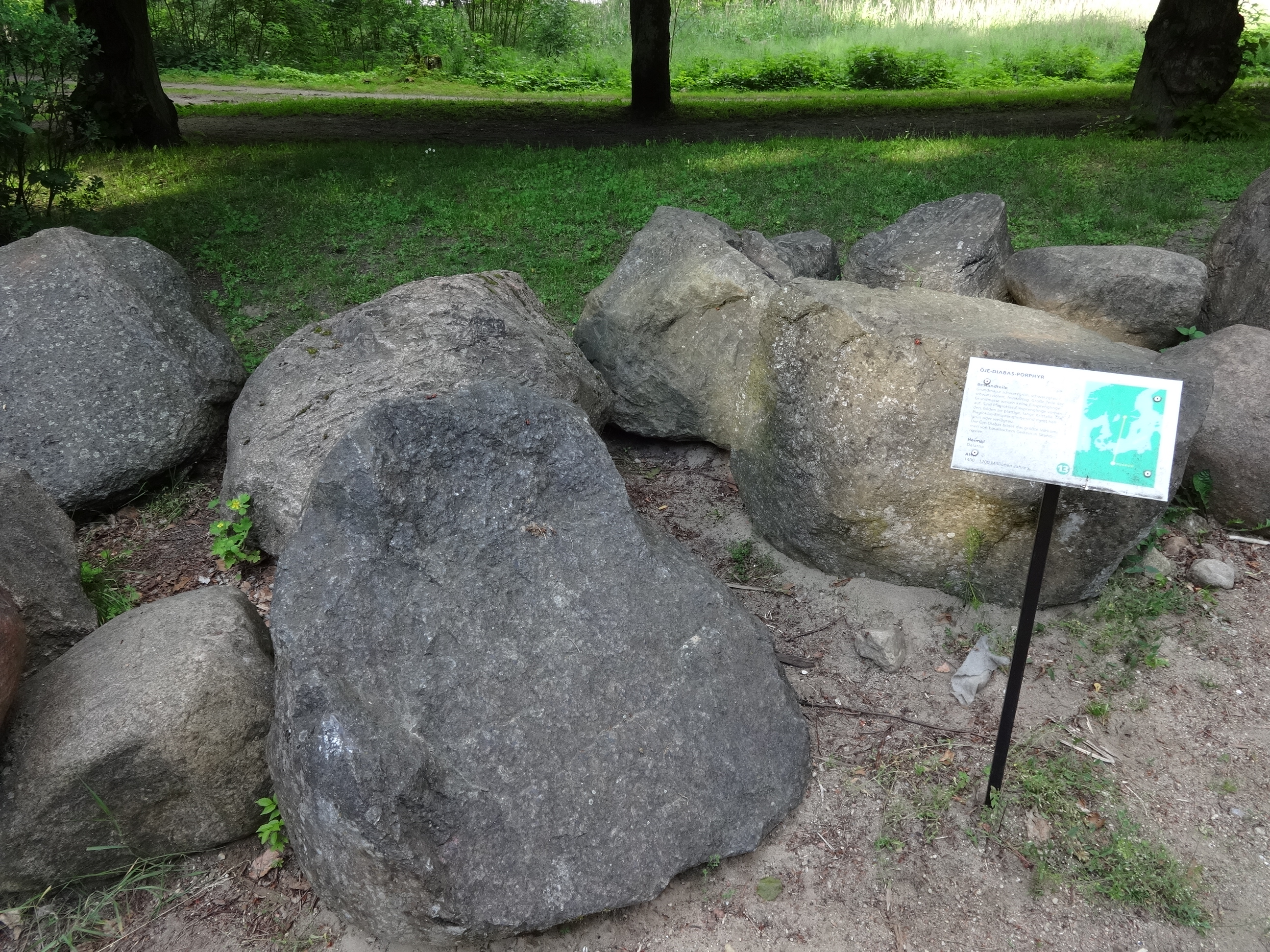
Findling aus Porphyr

Aus westlicher Richtung wird verdeutlicht, wie das zum Teil mehrere hundert Meter mächtige Eis Findlinge, Geröll und feineres Material den Hang hinunter transportiert. An der Sohle des Eises bilden sich Rinnen, die im Modell aus Pflanzen modelliert sind. In den Rinnen fließt das erste Schmelzwasser ab. Allerdings verfüllen sie sich durch das mitgeführte Material und es kommt zu weiteren Ablagerungen, die im Verlauf des Gartens dargestellt sind. Dieser Vorgang wiederholt sich mehrfach, so dass mehrere Bögen mit einer Eisrandlage entstehen. Das feine Material wird herausgespült und sammelt sich als „Blockpackung“, die im östlichen Teil des Gartens zu sehen sind. Einzelne Findlinge verbleiben auf der Fläche, während das übrige Schmelzwasser in östlicher Richtung (Buckowsee) abfließt.
Die Findlinge sind zwischen 500 Kilogramm und 11,2 Tonnen schwer und stammen aus dem Tagebau Welzow-Süd. Zu sehen sind beispielsweise ein Öje-Diabas-Porphyr, ein Revsund-Granit aus Ångermanland oder ein Granit aus Uppsala mit einem Gewicht von 9,7 Tonnen. Hinweistafeln an den Findlingen beschreiben deren Herkunft, ihr Alter sowie deren Bestandteile. Im nördlichen Teil des Gartens sind drei Informationstafeln aufgestellt. Die erste Tafel mit dem Titel Eiszeiten: Wann? Warum? Wo? beschreibt, was eine Eiszeit ist und welche Faktoren vorliegen müssen, damit sie entstehen kann. Karten aus der Region verdeutlichen die Eisvorstöße und die daraus resultierenden Eisrandlagen und Urstromtäler. Die zweite Tafel Findlinge: Herkunft – Transport – Gesteinstypen verdeutlicht, aus welcher Region in Skandinavien die Steine stammen, wie sie nach Buckow gelangt sind und welche unterschiedlichen Typen im Garten zu sehen sind. Die letzte Tafel Erdgeschichte und Gestaltung zeigt die zeitliche Entstehung des Gesteins auf einem Zeitstrahl auf, beschreibt die Gestaltung der Steine durch Eis und Wind sowie den Aufbau des Eiszeitgartens.